# OnePlus X
OnePlus X é um smartphone Android desenvolvido pela OnePlus, lançado em 29 de outubro de 2015, três meses após o lançamento do segundo carro-chefe da empresa, a OnePlus 2, em 27 de julho. A OnePlus X vem de fábrica com o Android 5.1.1 "Lollipop", usando sua personalização do sistema Android, o OxygenOS 2.1.2, da OnePlus.
| Precedido por OnePlus 2 | OnePlus X 2015 | Sucedido por OnePlus 3 |